# 蜷川正大
蜷川 正大（にながわ まさひろ、1951年3月21日 - ）は日本の民族派運動家。元大悲会会長。二十一世紀書院代表。

## 概要
横浜市生まれ。横浜市立共進中学校を卒業後、私立横浜高等学校に進学し、1968年に卒業。
昭和45年（1970年）11月25日に起きた、いわゆる三島由紀夫・森田必勝の自衛隊東部方面総監室における自決事件（楯の会事件）に触発され民族派運動に入る。当時、横浜に本部を置く、菊水国防隊（現・菊水国防連合）を経て昭和60年、野村秋介の門下生となり、野村が主宰した「大悲会」の第二代会長となる。昭和60年～昭和62年まで、神奈川県維新協議会の議長に就任。
昭和62年（1987年）1月13日、当時、マネーゲームに終始し、都心ではサラリーマンが一生かかっても一坪の土地さえ手に入れることの出来ない状況を招いた「狂乱物価」「土地高騰」の元凶として、義友同志会会長代行中台一雄、統一戦線義勇軍針谷大輔と共に、住友不動産会長の安藤太郎宅を襲撃し逮捕。同事件により、1987年6月9日、東京地裁から住居侵入や監禁などで懲役3年（求刑同4年）の実刑判決を受け網走刑務所に服役。平成2年4月に戦線に復帰。この時の様子がTBSテレビ「JNN報道特集」（料治直矢の右翼特集・平成2年4月22日）にて放映された。
復帰後は、大悲会を後継者に譲り、野村が設立した出版社、株式会社二十一世紀書院の代表及び野村秋介事務所の代表を務める。季刊「大吼」（大行社機関誌）など様々な機関誌、媒体に執筆している。機関誌・月刊「燃えよ祖国」を発行。
二十一世紀書院は、単なる出版社としてではなく、民族派運動における情報発信基地として、師・野村秋介の著書を販売すると共に、野村の命日に、追悼集会「群青忌」を毎年開催している。

## 関連
全日本愛国者団体会議